# 보스턴 글로브
《보스턴 글로브》(The Boston Globe)는 미국의 일간 신문으로 매사추세츠주 보스턴을 기반으로 하고 있다. 보스턴 글로브는 1993년 이후로 뉴욕 타임스 컴퍼니가 소유하고 있었으나 2013년 8월 보스턴 레드삭스 구단주인 존 헨리에게 7000만달러에 매각되었다. 경쟁 신문은 《보스턴 헤럴드》(Boston Herald)이다.
2008년《보스턴 글로브》의 평균 평일 발행 지수는 382,503장에서 8.3% 떨어진 350,605장이었고, 일요일 발행 지수는 6.5% 떨어진 525,959장이었다. 《보스턴 글로브》는 18번째로 많은 평일의 평균 발행 지수를 가진 신문이며 퓰리처 상을 18번 수상했다.

## 같이 보기
- WLVI